# لواء المظليين الإسرائيلي

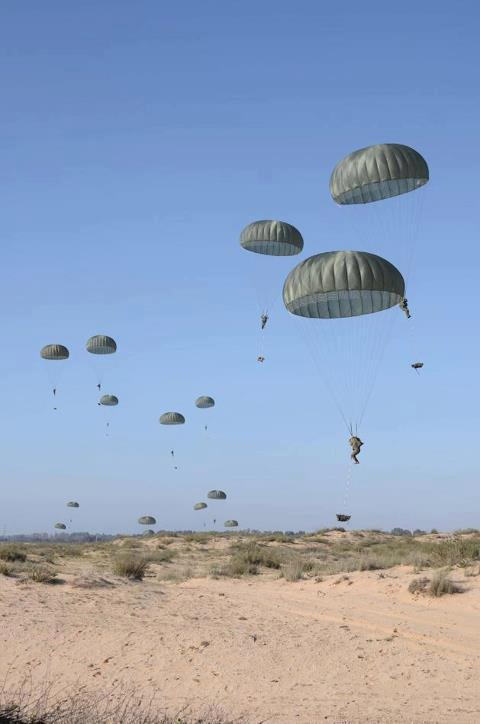
جنود إسرائيليون من لواء المظليين في جنوب إسرائيل

لواء المظليين (بالعبرية: חטיבת הצנחנים) ويعرف أيضا باسم اللواء 35 هو أحد ألوية المشاة في الجيش الإسرائيلي. وقد شكل في 1955.
الخدمة في المظليين طوعية ويشكل جزءًا رئيسيًا من فيلق مشاة القوات البرية الإسرائيلية ، وله تاريخ في تنفيذ العمليات الخاصة منذ خمسينيات القرن الماضي. يرتدي جنود اللواء قبعات كستنائية اللون مع دبوس فيلق المشاة وحذاء بني اللون. يتلقى اللواء كل عام خمس مرات أكثر مما يقبل من المتقدمين. في 7 أشهر ونصف من التدريب الشاق مثل اللياقة البدنية والمهارات القتالية القاسية، وعلى مجموعة واسعة من الأسلحة ومهارة الميدان، وأسابيع من التدريب البقاء على قيد الحياة بما في ذلك الملاحة والتمويه، والتدريب عالهليكوبتر، وتدريب القفز، بالتعاون مع وحدات أخرى، وحرب المدن. يعكس كل تدريب الدور الذي يمكّن المقاتلين من تأدية العمليات في زمن الحرب.

## القادة
- ايتي فيروب